# جمعية تطوعية

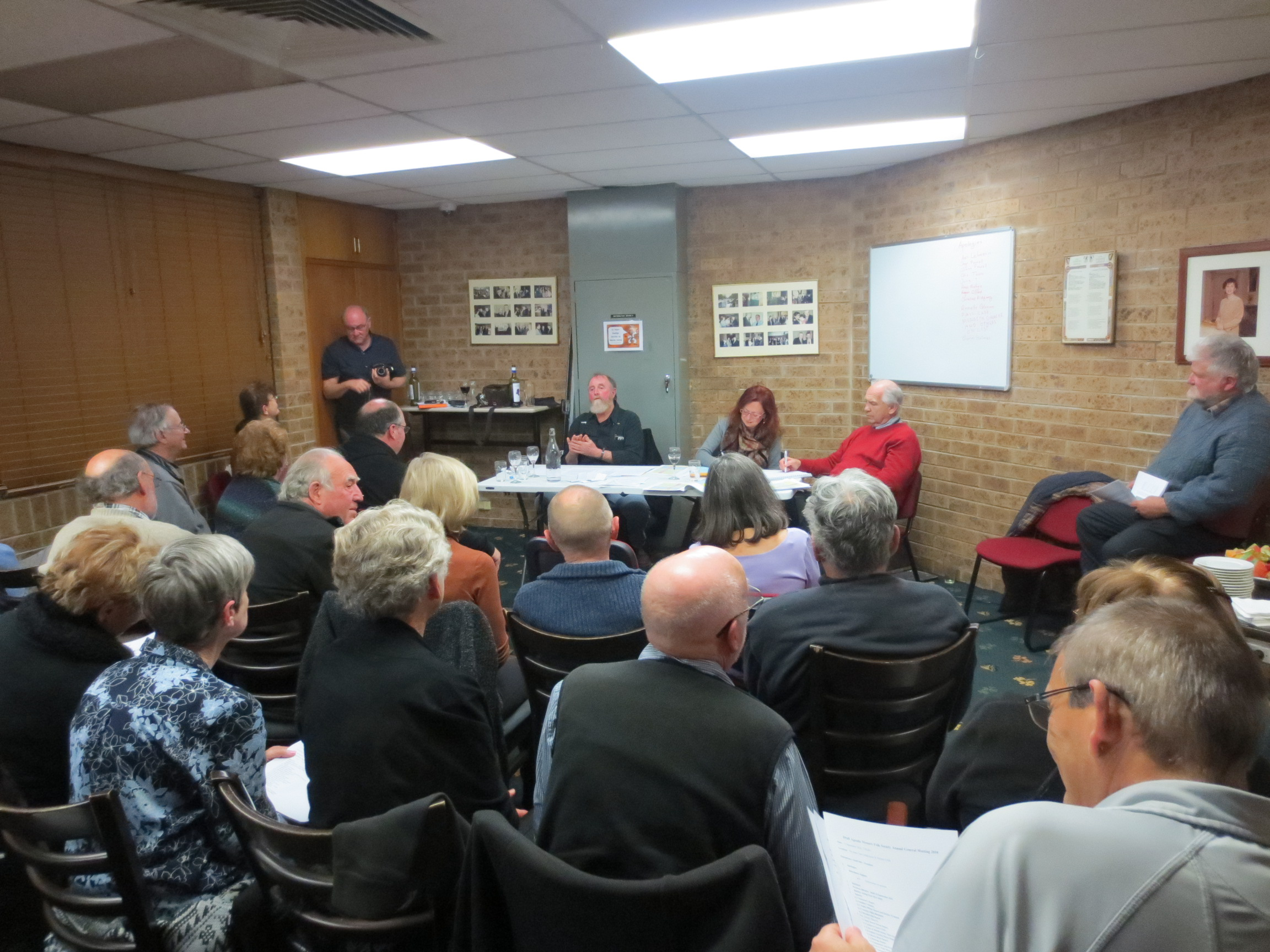

الجمعيات التطوعية  تنتشر في النظم الديمقراطية، وتشجع الحكومات على عملها والقيام بنشاطها، فهي تقوم بمجالات مكملة لمجهودات الحكومة على مستوى المحافظة (أو الولايات) وعلى مستوى المدينة والقرية. الجمعيات التطوعية تنظمها مجموعات أهلية مستقلة عن الحكومة، بغرض مساعدة الآخرين.
تلعب الجمعيات دورا مهما في تكوين المواطن من خلال زرع روح المواطنة والمبادرة والتطوع وحثه على المساهمة في الحياة العامة وبناء الديمقراطية وتحقيق التنمية. يستفيد الأعضاء المنخرطون في الجمعيات من التكوين في مجال التسيير الإداري والتدبير المالي كما تفتح مجالات التعبير عن الرأي والدفاع عن المواقف والاندماج في الحياة العامة.
كثير من نشاط الجمعيات الأهلية يكون قائما على العمل التطوعي.

## أنواع الجمعيات التطوعية
- الجمعيات النسائية.
- الجمعيات الثقافية.
- الجمعيات الإغاثية والخيرية.
- جمعية رعاية وإسعافية.
- جمعية شؤون اجتماعية (رعاية أيتام، ذوي احتياجات خاصة )
- جمعية تنموية.
- جمعية تعليم استخدام الإنترنت.
- جمعية لاستخدام الحاسوب.
- جمعيات تعليم الحرف اليدوية.
- جمعية حقوق الإنسان.
- جمعية رفق بالحيوان، وغيرها.

## تسجيل الجمعية التطوعية
يلزم تسجيل الجمعية التطوعية غالبا بقوة القانون، ويكفي في العادة لتسجيلها خطة عملها وهو بمثابة دستورها، ويلزم لها مجلس الأعضاء، وأشخاص الإدارة.
لا تغير عمل الجمعية بتغير المشاركين، فدستورها هو الذي يحدد عملها.
وهي في العادة لا تخضع للضرائب حيث إنها ليست جمعية للكسب.

## جمعية الهواة
قد يقوم بعض الأشخاص الذين يميلون إلى نوع معين من نشاط الهواة بتشكيل جمعية لهم يتبادلون فيها الخبرات أو لمجرد التسلية. أمثال تلك الجمعيات:
- جمعية محبي الفنون الجميلة
- جمعية لعب الشطرنج
- جمعية هواة الفلك
- جمعية محبي الموسيقى الغربية، وغيرها.